# Смоковић
Смоковић је насељено мјесто у Равним Котарима, у сјеверној Далмацији. Припада општини Земуник Доњи, у Задарској жупанији, Република Хрватска.

## Географски положај
Налази се 9 километара источно од града Задра, између села Мурвице и Земуника Доњег.
Положај села на улазу са Мурвичке стране има приближне географске координате од 44° 8' 32.83" N и 15° 20' 2.67" E, са надморском висином од 89 м.
Центар села има приближне географске координате од 44° 7' 45.58" N и 15° 20' 51.30" E, са надморском висином од 95 м.
Положај села на улазу са Земуничке стране има приближне географске координате од 44° 7' 15.40" N и 15° 21' 18.59" E, са надморском висином од 91 м.

## Историја
Са тренутним информацијама које се посједују, историја села Смоковића иде назад до 16. вијека, када је српска православна црква Св. Георгија освештана 1567. године.
Црква светог Ђурђа у Смоковићу је подигнута 1567. године. Током рата 1992. године више пута је гранатирана од стране хрватске војске. Послије заузимања Смоковића 24. јануара 1993. године од стране хрватске војске, црква је потпуно срушена. Парохијски дом и гробље су знатно оштећени. Црква светог Ђурђа се налазила сјеверно од главног пута који је пролазио кроз Смоковић, у Брегу. Поред цркве је био парохијски дом и гробље.
За сеоску славу, Велику Госпу литије су из цркве ишле поред парохијског дома, правиле круг и долазиле на бунар Чиркињу који је том приликом освећиван.
Смоковић се од 1992. до јануара 1993. године налазио у Републици Српској Крајини.

## O древности Смоковића
Сами житељи Смоковића, о том питању, деле се у две групе. Једни везују древност села за прву помен њихове цркве Св. Георгија, односно Св. Ђурђа, како је вековима зову Смоковићани. Ову групу би могли назвати, условно, „егзактна“. Тај податак можемо наћи код владике Никодима Милаша, у његовом капиталном делу „Православна Далмација“, а он је опет преузео из „Алманаха“ епископа С. Кончаревића када је боравио у Кијеву, тадашња Русија. Међутим, новије истраживање неких Смоковићана, говори да је далеко старији од овог уобичајеног мишљења. У Млетачким архивима за годину 1527, у попису села Задарске комуне, и становништва у њима, налази се Смоковић. Ту стоји да Смоковић (Smokovich) те године има 54 становника. Интересантно је видети у том попису, да једне четврине тих села уопште нема, или су нестала, или су се тада другачије звала. Једноставно, бурни историјски догађаји, а нарочито чести ратови са Турцима, су их збрисали са историјске сцене. Ипак, поред свега, Смоковић се одржао као цвет на присојној страни.
Следеће раздобље када се Смоковић спомиње, везује се за такозвани Кипарски рат 1570. године. Тих година, тих година Млетачка република води огорчену борбу са Османлијама у вези острва Кипар, али такође и за Далмацију. У својим провалама, обично са коњицом, они су долазили до самих зидина далматинских градова а нарочито до Задра, главног града Далмације. На том путу до Задра, налазио се и Смоковић, јер је био део Задарске комуне. Зато је провидур за Далмацију (а и остали главари Задра) одлучио да изгради одбрамбених утврда око Задра. Тај обруч би обухватала села на североисточној страни, тј. На страни са које су Турци надирали у Задар. Земуник је већ имао неку утврду, али је требало још више то место утврдити и каштел увећати. Затим, на том правцу су још Смоковић и Поличник; У њима је требало изградити одбрамбене куле, ако не каштеле. Требало је брзо и ефикасно деловати.
У најдубљој прошлости, Смоковић се спомиње 1450. године у једном купопродајном уговору; „Radoslav Sarevich de villa Grussi prodaje Milosu Dragoshevichu de villa Smokovich vinograd in villa Opacieselo”. Друга група Смоковићана сматра да је Смоковић далеко старији и древнији, малтене још од Исуса Xриста, а можда и старији. Они се у својим тврдњама и теоријама ослањају на разне легенде које су чули од својих дедова и бака. Ову би смо групу условно могли назвати „романтичарима“.
Други њихов извор „аргумената“ за древност Смоковића јесу локални топоними: Грац, Црквина, и још неки топоними који немају назива. Топоними Грац се налази у западним делу Смоковића, где су данас Рајчевићи, од речи град, деминутив градац, а онда испадањем средњег слова контракцијом — грац. То говори да је ту некад био град, или бар више зграда које су сељанима личиле на град. Међутим нико никада није истраживао и ископавао тај локалитет, да би се знало о каквом се граду ради.
Други њихов локалитет — Црквина такође јасно говори о о карактеру топоса. Мирко Простран (Биканов) када је прекопавао тај локалитет, наишао је на више гробова и на темеље цркве. Пријавио је то Заводу за заштиту споменика, у Задру али они нису показали неко значајније интересовање. Локални православни свештеник тврди да темељи те цркве говоре о древној православној цркви византијског стила.
Трећи локалитет, у Поткрају (северни део Смоковића, према Поличнику), такође крије велику тајну о селу, тврде „романтичари“. Када је један од Јокића из тог засеока копао темеље за своју кућу, наишао је на темеље неке старије цркве. Он је то, такође, пријавио заводу за заштиту споменика у Задру, али они ни овога пута нису показали никакво интересовање. Сеоски православни свештеник Јован Лазичић отишао је благовремено да погледа те ископине и темеље древне цркве која је постојала пре данашње цркве Св. Ђурђа, која је касније подигнута (1567 године).
Четврти локалитет, такође веома тајанствен, по „романтичарима“ налази се скроз на истоку села, код засеока Матића, према Њивицама. На том локалитету, многи Смоковићани су налазили комадиће грађевина (или више грађевина) из веома далеке прошлости. Да се ради заиста великој древности, говоре и разни новчићи које су ту налазили. По опису тог новца, од неких сељана, видљиво је да се ради о римском новцу. Неки сељани су имали читаву збирку тог новца. Падом Смоковића у Хрватске руке, тај новац је нестао.
Поред ових топонима, за које знају сви Смоковићани, вероватно постоје и други нама за сада (а можда и заувек) непознати. Када би се село подвргло темељном археолошком истраживању, можда би стварно дошли до задивљујућих резултата. Можда би Смоковићани, „романтичари“ истински славили и ликовали. Овако — земља је остала и даље да ћути.

## Становништво
Према званичном попису из 1991. године, почетком рата у Хрватској, у Смоковићу је живјело 1.029 становника, 989 Срба, 13 Хрвата, 13 Југословена и 14 осталих. На почетку рата се тај број мјењао, да би се са потписивањем примирја, средином 1992. године, популација стабилизовала. Већина мјештана била је у Смоковићу када је хрватска војска поново почела са ратним дејствима по овом крају јануара 1993. године. Паралелно са падом Смоковића 24. јануара 1993, пала је и популација. Велика већина људи избјегла је из села, а село разорено до темеља. Љета 2005, не више од 20 људи, махом старијих, живе на својим огњиштима у Смоковићу. Према попису становништва из 2001. године, Смоковић је имао 50 становника. На попису становништва 2011. године, Смоковић је имао 110 становника.
| Националност        | 2011. | 2001. | 1991. | 1981. | 1971. | 1961. | 1953. |
| Срби                | -     | -     | 989   | 904   | 1.065 | 1.147 | -     |
| Југословени         | -     | -     | 13    | 92    | 16    | 5     | -     |
| Хрвати              | -     | -     | 13    | 9     | 11    | 14    | -     |
| O стали и непознато | -     | -     | 14    | 10    | 15    | -     | -     |
| Укупно              | 110   | 50    | 1.029 | 1.015 | 1.107 | 1.166 | 1.133 |

| Демографија | Демографија | Демографија |
| Година      | Становника  | Становника  |
| ----------- | ----------- | ----------- |
| 1953.       | 1.133       |             |
| 1961.       | 1.166       |             |
| 1971.       | 1.107       |             |
| 1981.       | 1.015       |             |
| 1991.       | 1.029       |             |
| 2001.       | 50          |             |
| 2011.       |             | 110         |

## Попис 1991.
На попису становништва 1991. године, насељено место Смоковић је имало 1.029 становника, следећег националног састава:
| Попис 1991.‍   | Попис 1991.‍  | Попис 1991.‍ | Попис 1991.‍ | Попис 1991.‍ |
| ------------- | ------------ | ----------- | ----------- | ----------- |
|               |              |             |             |             |
| Срби          | Срби         |             | 989         | 96,11%      |
| Југословени   | Југословени  |             | 13          | 1,26%       |
| Хрвати        | Хрвати       |             | 13          | 1,26%       |
| Руси          | Руси         |             | 1           | 0,09%       |
| Црногорци     | Црногорци    |             | 1           | 0,09%       |
| неопредељени  | неопредељени |             | 6           | 0,58%       |
| непознато     | непознато    |             | 6           | 0,58%       |
| укупно: 1.029 |              |             |             |             |

## Презимена
| - Биовица — Православци, славе Св. Јована - Бјелић — Православци, славе Ђурђевдан - Вишић — Православци, славе Св. Николу - Вранић — Православци, славе Ђурђевдан - Гагић — Православци, славе Св. Стефана - Граовац — Православци, славе Св. Николу - Гуша — Православци, славе Ђурђевдан - Даничић — Православци, славе Аранђеловдан - Дуброја — Православци, славе Митровдан - Ђинић — Православци, славе Св. Николу - Јокић — Православци, славе Св. Врачеве - Калапаћ — Православци, славе Св. Николу - Ковачевић — Православци, славе Св. Николу - Марић — Православци, славе Аранђеловдан - Маричић — Православци, славе Св. Николу - Матић — Православци, славе Аранђеловдан | - Мацура — Православци, славе Аранђеловдан - Оливерић — Православци, славе Св. Стефана - Опачић — Православци, славе Св. Николу - Павић — Православци, славе Аранђеловдан - Паравиња — Православци, славе Св. Јована - Поповић — Православци, славе Св. Врачеве - Простран — Православци, славе Аранђеловдан - Радић — Православци, славе Аранђеловдан - Рајчевић — Православци, славе Св. Јована - Рашковић — Православци, славе Св. Николу - Рељић — Православци, славе Св. Стефана - Репаја — Православци, славе Ђурђевдан - Тинтор — Православци, славе Св. Врачеве - Ћустић — Православци, славе Св. Стефана - Шкопеља — Православци, славе Св. Стефана - Шкорић — Православци, славе Св. Николу |

## Спорт
Фудбалски клуб Смоковић је основан 1948. године, са првобитним називом Смоковић. Прва званична и медијски пропраћена, пријатељска утакмица, одиграна је пред око 200 гледалаца 3. јуна 1956. године у Смоковићу, против Поличника, која је завршена победом Смоковића 5-0. Домаћин је наступио у саставу Д. Простран, З. Рељић, С. Простран, К. Рељић, Б. Простран. Д. Вишић, С. Тинтор (замењен са Ј. Рељић), С. Рајчевић, В. Простран, Н. Простран и Н. Ковачевић. Од 1959. године, фудбалски клуб Смоковић мења назив у Полет. Званична регистрација клуба, терена и играча извршена је 25.9.1968. године у ногометном савезу општине Задар, за сезону 1968/69. када мења и свој назив у НК Смоковић. Своју прву лигашку утакмицу у оквиру ногометне лиге Савеза општине Задар, одиграо је 29.9.1968. год. против Борца из Смилчића, резултатом 1-5. Своје прво учешће у такмичењу Југословенског ногометног купа (Куп Маршала Тита), на подручју ногометног савеза општине Задар, одиграо је 16.3.1969. године. у Смоковићу против екипе Јадрал из Обровца и крунисао га победом 5-3. 1980. године Смоковић постаје првак ногометне лиге општине Задар, победом 6-0 над екипом Борца из Смилчића и остварује пласман у виши ранг такмичења и постаје нови члан међуопштинске ногометне лиге Задар-Шибеник. Последњу такмичарску утакмицу одиграо је 21.4.1991. игравши нерешено са Рударом из Обровца резултатом 2-2.